# Rock de Ecuador
El rock ecuatoriano (conocido en el país como escena rockera ecuatoriana) es la expresión artística de la música rock realizada en Ecuador a partir de la década de los 60, con gran auge durante finales de los 80 y 90. Además de las distintas influencias estadounidenses, europeas y latinoamericanas, se caracteriza por una fuerte presencia de elementos de géneros nacionales que han establecido subgéneros a nivel local conocidos como longo metal y rock libre ecuatoriano.

## Los inicios: 1960 y 1970
La música de rock inició en el país durante los años sesenta, a través de la programación de las radios locales de la época que incluían temas de rock and roll mexicano y argentino, en su mayoría traducciones de éxitos del mainstream norteamericano. Las primeras agrupaciones locales en conformarse tuvieron su epicentro en la ciudad de Guayaquil, entre ellas Los Cool Cats y Los Halcones, qué básicamente interpretaban covers. Posteriormente surgirían agrupaciones como Los Corvets y Los Hippies, que darían paso en los años setenta a grupos como Boddega.
En 1972, bajo la influencia del Festival internacional de Woodstock de 1969 en Estados Unidos, se lleva a cabo en Quito, capital del país, el denominado Festival de Música Moderna en 1972, denominado de esa manera con el fin de sortear la posible censura del gobierno militar de Guillermo Rodríguez Lara, y que marcó el inicio de la carrera de músicos que se convertirían en referentes de la escena ecuatoriana como Ramiro Acosta del grupo La Tribu, Jaime Guevara y otros.

## Años 1980: rock latino y «talento nacional»

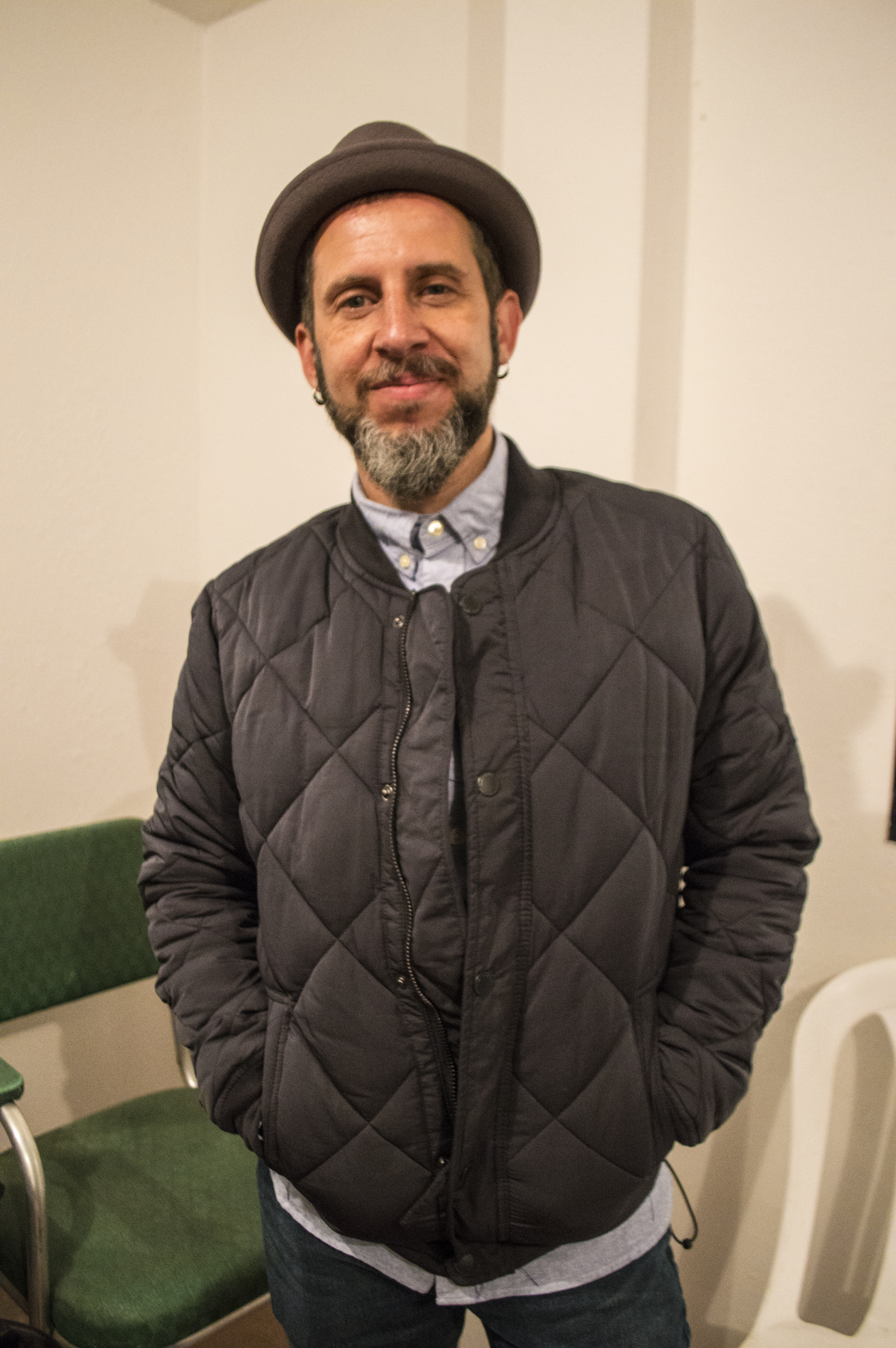
Sergio Sacoto, exvocalista de Cruks en Karnak (2017)

Bajo influencias de la new wave of british heavy metal, la escena thrash norteamericana y las corrientes denominadas rock latino y rock en tu idioma, emergen en el país varios conjuntos tanto de música rock pop como metal, especialmente en las ciudades de Guayaquil, Quito, Cuenca y Ambato, que las radios y televisoras locales designan bajo la etiqueta local de «talento nacional» y que en ese entonces se colocaban junto a la programación pop de carácter comercial e internacional, más como elementos anecdóticos que como parte de la programación habitual. Entre las bandas que surgen durante estos años se encuentran Blaze, Spectrum, Post Mortem, Tranzas, Demolición, Right, Clip (Guayaquil), Mozzarella, Umbral, Contravía, Barro, Narcosis, Tarkus, Mutación, Abadon, Brutal Masacre (Quito), CRY, Damaged Skull, Devored Dark (Ambato), Wizard (Ibarra),  entre otros. Ante la audiencia que en esos años todavía es bastante limitada y ante el desconocimiento general de este tipo de música, varias de estas bandas comparten escenarios pese a la diversidad de estilos en locales pequeños cómo casas barriales o bares, pero sobre todo en eventos colegiales o universitarios.
El 26 de diciembre de 1987 se efectúa la primera edición del festival Al Sur del Cielo, el concierto anual de bandas del género metal con más ediciones del país, en el escenario de la Concha Acústica del parque de la Villa Flora, en Quito. Casi a la par, en 1989 se desarrolla el Festival MTV en Ecuador, organizado por la cadena local Gamavisión que transmitía el programa MTV Internacional conducido por Daisy Fuentes, hecho que marcaría la primera exposición de la escena local de rock y pop a nivel internacional.

### Asesinatos de 'Prema' y Pancho Jaime
En agosto de 1988, el músico argentino Orlando Abruzzini, conocido como 'Prema' y cantante de la banda guayaquileña de punk Descontrolados fue hallado muerto con varias puñaladas. El suceso marcaría el inicio de una leyenda dentro del rock ecuatoriano no solo por el misterio del caso, sino porque la banda es considerada como una de las pioneras del género punk en el país.
Otro caso misterioso ocurrido en la ciudad de Guayaquil y que involucró a una figura de la escena local fue la muerte de Pancho Jaime en 1989, personaje conocido como "La mama del rock", quien era editor de una revista satírica que llevaba su nombre y fue objeto de varias censuras y represión por parte del gobierno de León Febres-Cordero Ribadeneyra entre 1984 y 1988.

## Consolidación y auge de la escenaunderground(1990 - 2009)

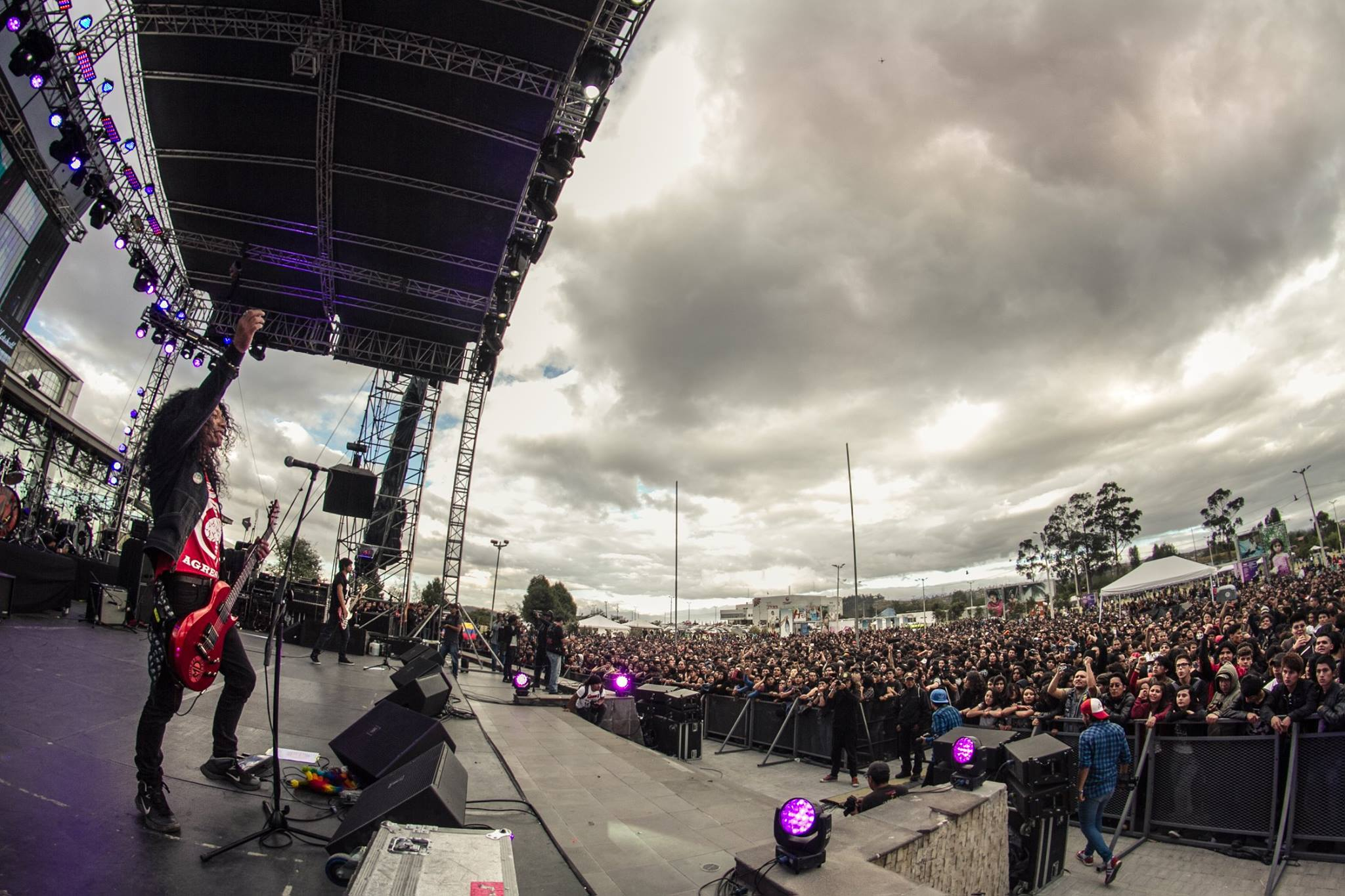
Mortal Decisión en el Quito Fest 2016

Durante los primeros noventa surgen nuevas bandas de estilo más comercial como Cruks en Karnak, Tercer Mundo, Materia Prima, Conciencia Colectiva, Van Mozart, Cacería de Lagartos, Crissis, Barak, Los Intrépidos, Taxo, Verde70 y otras, que conseguirían incluso proyección regional e internacional. A la par de esta corriente de música pop rock que ya contaban con mayor difusión en las radios y televisoras del país, se empieza a gestar un movimiento underground, conformado especialmente por bandas de los géneros metal y punk de una segunda generación, tales como Ente, Total Death, Mortal Decision, Enemigo Público, Metamorfosis, Chancro Duro, Tanque, El Retorno de Exxon Valdez, N.Ch. (Quito); Notoken, AM–necia, Kaos, Incarnatus, Pavimento, Diez 80 (Guayaquil); Basca, Bajo Sueños y Sobrepeso (Cuenca); Sal y Mileto, Toccata & Bulla (Latacunga); Mamá Vudú, Sacrificio Punk, Distorsión Social, Cafetera Sub, Obscura (Ambato), Calvario (Cotacachi), Necrofobia y Zakeo (Riobamba); Inphectus (Loja), El Estigio (Tulcán) y otras, que tenían en común el no fichar con sellos discográficos y grabar sus producciones en demotapes de manera autogestionada. 
Sería sin embargo a partir de las presentación de Bon Jovi en la ciudad de Quito el 31 de octubre de 1995, la difusión en Ecuador del canal MTV Latino y la publicación de los trabajos Hijos De... de Basca, Bajo el mismo extraño cielo de Total Death y Vota por mí de Mortal Decisión, en 1996, que el movimiento underground y roquero en general se consolidaría definitivamente en el país, seguido de toda una corriente de bandas en distintos géneros con álbumes publicados como La Trifullka, La Tribu, Ola Suburbana y Profecía (Guayaquil), Legión (Portoviejo), Muscaria, Falc, Sparta, Sueño Eterno, Likaón, Pulpo 3  (Quito), XXX, Circuito, Mamut, Mutilated Christ (Ambato), Lignum Crusis y Jezabel (Cuenca), Legión (Portoviejo), Mortuum (Atuntaqui) y más.
Durante principios del siglo XXI la escena metal y hardcore contaría con más exponentes como Aztra, Curare, Onírica, Hempírika, Descomunal, Eskathon, Avathar, Viuda Negra, Toque de Queda, Inocencia Perdida, Midnight Spirit, La Bestia, Juana la Loca (Quito), Las Vírgenes Violadoras, The Cassettes, L.E.G.O., Black Sun (Guayaquil), Cabal (Otavalo), Malory (Guaranda) Kabeza de Lenteja y Replika (Manta), Los Pescados (Portoviejo), Los Zuchos del Vado, Radio Fantasma, Chamuska (Cuenca), Hercólobus (Riobamba), Lago Gris (Loja), Hiddenland (Galápagos) y más.

### Represión gubernamental y censura
En marzo de 1996, durante el gobierno de Sixto Durán Ballén, la Policía Nacional del Ecuador y una brigada del Ejército reprimió a los asistentes de un concierto de metal extremo que sería protagonizado por la banda mexicana Cenotaph, en la ciudad de Ambato, ante la denuncia de supuestas prácticas de satanismo, deteniendo a varios asistentes y cortando el pelo largo a los varones, símbolo que en ese entonces era considerado todavía como inmoral o disfuncionalmente sexual por la sociedad conservadora. Ese mismo año, durante el mes de septiembre y ya en la presidencia de Abdalá Bucaram, el Estado volvería a reprimir a los roqueros, esta vez durante un concierto de hardcore y punk en Solanda, al sur de la ciudad de Quito, ante las quejas de moradores del sector sobre supuestas obscenidades y consumo desenfrenado de alcohol y drogas. El hecho fue denunciado ante comisiones de derechos humanos y difundido a través de varios medios.

### Tragedia de la discoteca Factory
En abril de 2008, durante el festival underground de música gótica Ultratumba, donde participarían bandas del género gótico como Hempírika, Lamento, Zelestial y Vendimia, un incendio provocado por la manipulación accidental de una bengala, sumado a que las salidas de emergencia de la discoteca Factory del sur de Quito donde se desarrolló el evento estaban cerradas, provocó la muerte de 19 personas, entre músicos y asistentes. Como consecuencia de ello, en el sitio del siniestro se construyó a manera de homenaje el Parque de las Diversidades.

## 2010 - 2019: retroceso y nuevas tendencias
Luego de tres décadas de fuerte presencia de bandas mainstream de pop rock y bandas underground de metal y hardcore, las condiciones limitadas del mercado ecuatoriano para la música de rock, que dependen en gran parte aún de las subvenciones estatales para la producción de trabajos y festivales, el inicio de una nueva crisis económica y la cada vez mayor difusión de música a través de internet y redes sociales, así como el enfoque comercial en el género urbano del reguetón, empezaría a surgir una tercera escena rock más limitada, conformada por bandas de indie y fusión. 
Esta lista  cuenta con nuevos grupos de propuestas alternativas como  Swing Original Monks, La Máquina Camaleón, Can Can, Guardarraya, Biorn Borg, Sexores, Lolabúm y más, que se dieron a conocer en festivales como el QuitoFest  y FFF y formaron parte de nuevos eventos de autogestión privada como El Carpazo o Saca el Diablo, contando varios de ellos además con participación en distintos eventos fuera de Ecuador como el Rock al Parque y el Estéreo Picnic de Colombia, así como el Lollapalooza de Argentina.

## El apoyo de los medios de comunicación
Antes de la incursión de MTV, la difusión de música rock en las distintas emisoras de radio y televisión ecuatorianas era bastante restringida. A partir de la promoción de las bandas de Talento Nacional, las primeras en ser difundidas fueron aquellas más cercanas al género pop, en diversos espacios televisivos como Video Show y El Show de Bernard (Ecuavisa), Ecco y Sintonizando (TC Televisión), A mi Manera (Teleamazonas) Iguana Legal (Sí TV) Big Bam Boom (Teleandina), TV Clips (Telerama) entre otros. Posteriormente surgirían espacios más dedicados al metal y a la escena underground como Cuerdas de Acero y Delirium Opus (Teleandina), Melodías Subterráneas (Ambavisión), Zona Cáncer (América Visión), Unízono y La Descarga de Ecuador TV, etc.
En cuanto a espacios radiales, son recordados los programas Alto Voltaje y Metal Shock de radio El Telégrafo 770 AM de Guayaquil, Romper Falsos Mitos de Hot 106, Estruendosis y Audiohipnosis de la desaparecida Impacto 106.5 FM, La Zona del Metal, No Lapsus y Brigadas Metálicas de radio La Luna 99.3 FM y El Vagón Alternativo de Metro Stereo 88.5 FM en Quito, Prohibido Prohibir de Radio Pública de Ecuador, La Fuerza del Rock de Sultana 90.1 FM (Riobamba), Galería del Rock de Radio Fiesta 94.5 FM (Ambato), Aleación Maestra Rock, Telón de Acero, Frecuencia Eslabón (Cultura FM 100.9), Radio Rock Metal Music, Radio War (Radio CCE 940 AM), además de radios con programación integral de rock como la desaparecida Planeta 91.3 FM de Quito, Súper 9.49 de Cuenca, entre otras.
Diversos fanzines y revistas de efímera y larga duración también difundieron a la escena roquera ecuatoriana, tales como La Onda, Cuadernos del Rock y Cartón Rock de diario El Telégrafo, Generación 21, Acero Magazine, Remiso Zine, Propósito General, Subterránea, Hard News, Brutalidad Total, Traffic, Historias del Lado Oculto, Dogma, Rocko Comics, Atahualpa Rock, Caricato y otras.
El clip "No hubo nadie que volvió a mirar" de Barak fue el primer video ecuatoriano en ser difundido por el canal MTV Latino, referente durante los años noventa del movimiento roquero latinoamericano. A esta agrupación seguirían Cruks en Karnak, Cacería de Lagartos, Muscaria, Prime Ministers, L.E.G.O., Rocola Bacalao y Johanna Carreño.
Con la explosión de los medios digitales y redes sociales han surgido también un sinfín de páginas, perfiles y emisoras en línea dedicadas al rock ecuatoriano, destacando entre ellas Plan Arteria, RadioCocoa.com, Ecuarock.net, Rocknight.com.ec, el proyecto audiovisual Cabina del Terror de Pluteras Records y mbnecuador.com, que otorga cada año los premios Mis Bandas Nacionales.

### Ley del 1X1
En 2013, como parte de la Ley Orgánica de Comunicación propuesta por el gobierno de Rafael Correa y aprobada en la Asamblea Nacional del Ecuador, se estableció en el artículo 103 la obligación a todas las radiodifusoras musicales del país de emitir un porcentaje mínimo del 50% de canciones de producción nacional, en todos los géneros musicales. Sin embargo, la disposición no entraría en plena vigencia hasta 2017, en medio de las quejas de varios de los propietarios y representantes de las emisoras, quienes en varias ocasiones manifestaron su oposición argumentando la falta de calidad de muchas de las producciones musicales, especialmente de aquellas de rock denominadas como underground. Ante esta posición, muchos artistas acusaron a los medios de discrimen, argumentando que el verdadero motivo era el carácter poco comercial que géneros como el metal y el hardcore tienen ante géneros como el pop o ritmos tropicales y urbanos.
Previo al inicio del mandato de Lenín Moreno, el Gobierno Nacional reformó el artículo 75 del reglamento general de la Ley Orgánica de Cultura (que se complementaba con el artículo 103 de la Ley de Comunicación), estableciendo que la difusión de contenidos musicales nacionales se realice durante los horarios de mayor sintonía, es decir la franja familiar de 06h00 a 18h00 y la franja de responsabilidad compartida de 18h00 a 22h00. La reforma también fue rechazada por varias radiodifusoras, que para evitar la interferencia con la programación comercial internacional regular, colocaban a los exponentes de rock nacional en la franja horaria de adultos, entre las 22h00 y las 00h00.

## Festivales locales e internacionales

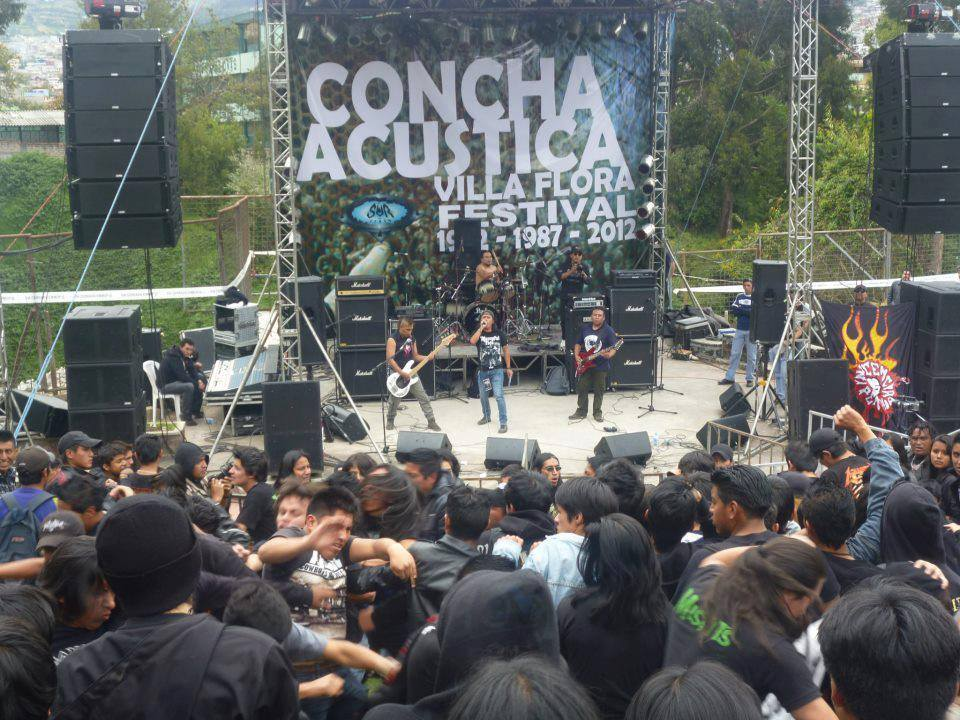
Festival Al Sur del Cielo, Quito (2012)

Además de Al Sur del Cielo, en Ecuador se han efectuado diversos festivales esporádicos y autogestionados, como el concierto navideño Saustock de Guayaquil, que se celebra desde 1995; Colorado Metal Fest (Santo Domingo de los Tsáchilas), Rugido del Jubones (Pasaje, El Oro), Larva (Cevallos, Tungurahua), Cuenca Metal Fest (Azuay), entre otros. 
En 1999, el músico Riccardo Perotti gestiona y organiza el festival Pululahua, Rock desde el Volcán, que marcaría un hito histórico en el país al constituirse en el primer evento roquero de escala internacional efectuado en Ecuador, que aunque no pudo volver a efectuarse debido a la crisis económica que afectaría al país en ese año, motivaría más adelante la creación de los festivales anuales de música independiente Quito Fest y FFF de Ambato, así también como La Semana del Rock Ecuatoriano en Quito y Guayaquil, y los eventos Rock Sinfónico. Rock en Vivo, Quitu Raymi y Rockmiñawi de la ciudad de Quito, que entre los años 2008 y 2013 contaron con el apoyo de distintos organismos públicos como la Casa de la Cultura Ecuatoriana, el Ministerio de Cultura y Patrimonio de Ecuador y la Secretaría de Cultura del Distrito Metropolitano de Quito.